# Аркадьев, Михаил Павлович
Михаи́л Па́влович Арка́дьев (27 декабря 1896, Звенигородка, Киевская губерния — 20 сентября 1937, Москва) — участник Гражданской войны, советский дипломат и деятель культуры, первый председатель правления Московского союза советских композиторов (1932), первый директор МХАТ СССР имени Горького (1936—1937).

## Биография
Родился 27 декабря 1896 года в Звенигородке Киевской губернии (ныне Черкасская область).
Участвовал в Гражданской войне.
После войны — на дипломатической работе: в 1925—1928 годах — первый секретарь полпредства в Польше, 1928—1929 — советник полпредства в Латвии, 1929—1931 — управляющий делами НКИД СССР. В 1931—1933 годах — начальник Главного управления искусства — член Коллегии Наркомпроса РСФСР, 1932 — первый председатель правления Московского союза советских композиторов, 1936—1937 — директор МХАТ СССР имени Горького.
Как член Коллегии Наркомпроса РСФСР, в 1932 году руководил выставочным комитетом выставки «Художники РСФСР за 15 лет» в Ленинграде, посвящённой 15-летию Октябрьской революции и написал вступительную статью к её каталогу (в этом каталоге всего три статьи: М. П. Аркадьева, И. Э. Грабаря и Н. Н. Пунина).
В 1936 году, в результате удовлетворения просьбы К. С. Станиславского, изложенной в письме Сталину, стал первым директором МХАТ СССР имени Горького. Во многом его усилиями, кризисное положение, в котором в то время оказался театр, было преодолено. Благодаря письму Аркадьева Сталину было улучшено материальное положение актёров.

### Арест и расстрел
От должности директора театра был освобождён постановлением Политбюро ЦК ВКП(б) от 5 июня 1937 года за «повторную ложную информацию печати о гастролях и репертуаре МХАТ в Париже» с объявлением строгого предупреждения.
Арестован 11 июля 1937 года. Внесен в сталинские расстрельные списки от 15 сентября 1937 года. Осужден Военной коллегией Верховного суда СССР по обвинению в участии в контрреволюционной террористической организации. Приговорён к расстрелу 20 сентября 1937 года, в тот же день приговор был приведен в исполнение. Реабилитирован 8 октября 1955 года, определением Военной коллегии Верховного суда СССР.

## Награды
- Орден Трудового Красного Знамени (3 мая 1937 года) — за выдающиеся заслуги в деле развития русского театрального искусства[9]